# Chiesa di San Teonisto e Compagni Martiri (Mogliano Veneto)
La chiesa di San Teonisto e Compagni Martiri è la parrocchiale di Campocroce, frazione di Mogliano Veneto, in provincia e diocesi di Treviso; fa parte del vicariato di Mogliano Veneto.

## Storia
La prima citazione del luogo sacro è contenuta in una pergamena datata 1043, in cui la "chiesa di San Teonisto di Campocroce con un'estensione di 20 campi" veniva donata all'abbazia di Mogliano. La condizione di cappella dipendente dal cenobio è confermata in un documento del 1077.
Anche quando le monache si trasferirono nel monastero di San Teonisto di Treviso, esse continuarono a mantenere il giuspatronato sulla nomina del parroco; dal 1810 quando il cenobio fu soppresso, questo diritto passò al governo.
La chiesa è stata profondamente rimaneggiata tra l'Otto e il Novecento.

## Descrizione

### Esterno
Dell'edificio originale rimangono un fregio con archeggiature archiacute a coronamento delle pareti laterali, tracce di una finestra gotica e i resti di un grande affresco sulla parete esterna meridionale, raffigurante San Cristoforo protettore dei viandanti (e non a caso rivolto alla strada).
La facciata, progettata dall'ingegnere Alvise Motta, è del 1903. Più alta rispetto alla copertura della navata, presenta ai lati due grandi finestre e al centro un unico portale d'ingresso. È sormontata da tre statue in pietra.
Il campanile fu ricostruito nel 1848.
Come era usanza in passato, lo spazio attorno alla chiesa era adibito a cimitero e resiste ancora qualche pietra tombale. A titolo di curiosità, fino ai primi del Novecento si poteva leggere quella di Anna Troilo, morta nel 1856 e "a 29 figli madre amorosissima"; tra questi, il parroco don Marco Massaggia.

### Interno
L'affresco del soffitto, il Martirio di san Teonisto, fu realizzato nel XIX secolo da Gian Battista Carrer. Dello stesso autore sono i tre dipinti del presbiterio: l'Adorazione dei pastori sulla parete destra, la Resurrezione a sinistra e la Fede sul soffitto.
La pala dell'altare maggiore, raffigurante la Vergine in gloria ed i santi Teonisto, Tabra e Tabrata, in passato attribuita a Palma il Giovane, è oggi ritenuta opera di Bartolomeo Orioli. 
L'altare subito a destra del presbiterio è dedicato a san Liberale e conserva una pala, Redentor Mundi, attribuita a Giacomo Lauro. Altre due dipinti si trovano sugli altari laterali: una Vergine del Rosario tra san Domenico e santa Caterina, forse di Pietro Vecchia, e una Presentazione di Gesù al tempio, di autore ignoto.